# Oeyo

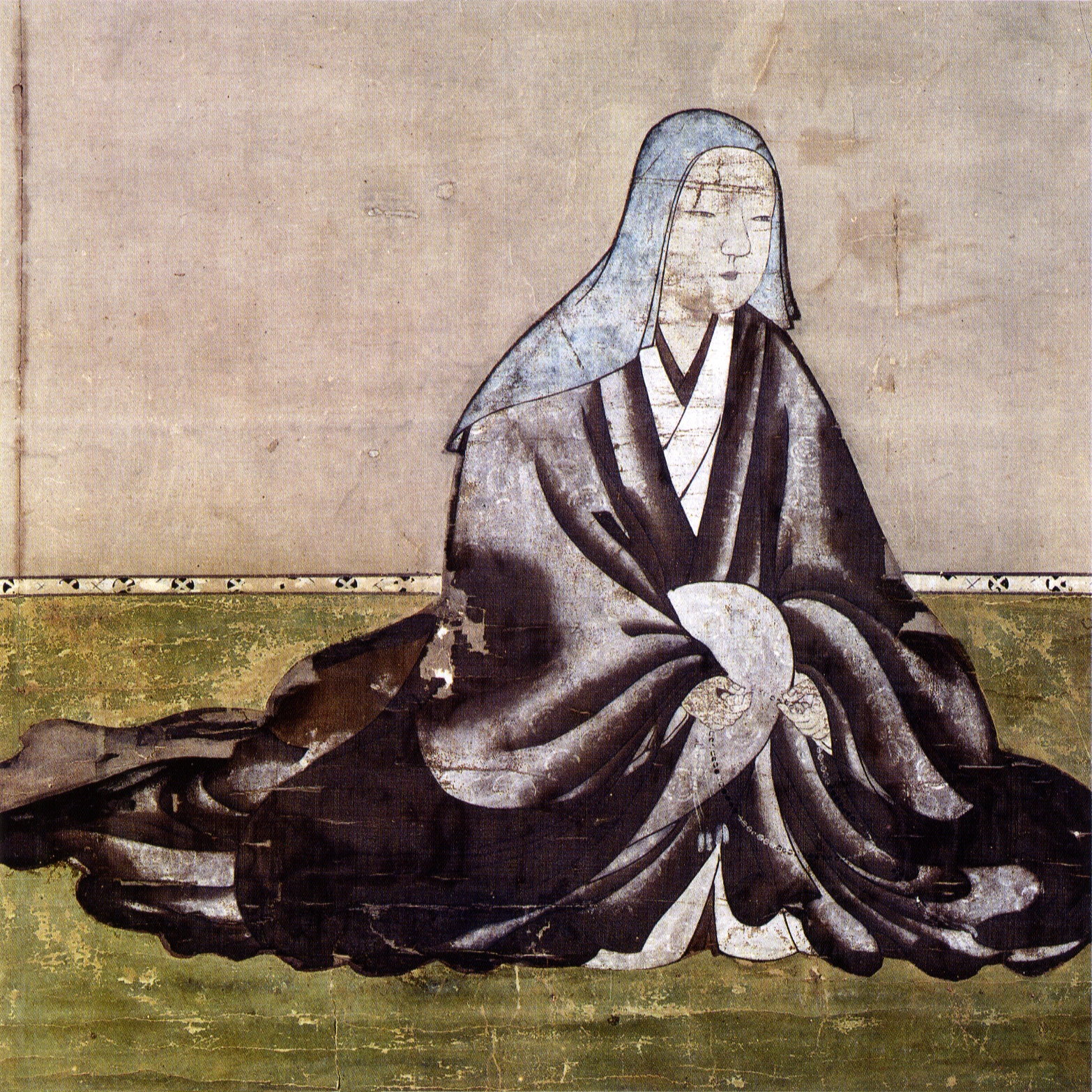

Oeyo (Japans: 於江与) of Satoko (Japans: 達子) (1573 - 15 september 1626) was een prominente figuur in de late Sengokuperiode van Japan. Ze was de vrouw van Tokugawa Hidetada, die later de tweede shogun van het Tokugawa-shogunaat zou worden. Ze was tevens de moeder van zijn opvolger Iemitsu, de derde shogun.
Het succes van haar man beïnvloedde ook het leven van Oeyo. Boeken uit de Sengokuperiode van handelaren in luxe goederen geven een idee van smaak en interesses van de welvarende vrouwen, zoals Oeyo en haar zusters.

## Genealogie
Oeyo, ook wel bekend als Ogo, was de derde en jongste dochter van daimyo Azai Nagamasa. Haar moeder, Oichi, was de jongere zus van Oda Nobunaga. In de periode voor haar huwelijk was Toyotomi Hideyoshi haar adoptief vader en beschermer.
De oudste zus van Oeyo, Yodo-dono, als kind ook wel bekend als Cha-Cha, was de tweede vrouw van Hideyoshi en de moeder van Toyotomi Hideyori.
De andere oudere zus van Oeyo, Ohatsu, was de vrouw van Kyogoku Takatsugu en de moeder van Kyogoku Tadataka.

## Tijdlijn
- 1573: Geboorte
- 1595: Getrouwd met Tokugawa Hidetada.[3]
- 1597, 26 mei: Sen-hime wordt geboren
- 1599, 1 aug: Tama-hime wordt geboren (gestorven 9 aug. 1622; trouwt in 1601 met Maeda Toshitsune)
- 1601, 12 juni: Katsu-hime wordt geboren (gestorven 20 maart 1672; getrouwd met Matsudaira Tadanao)
- 1602, 25 aug: Hatsu-hime wordt geboren (gestorven 16 april 1630; getrouwd met Kyogoku Tadataka)
- 1604, 12 aug: Iemitsu wordt geboren
- 1605: Hidetada wordt shogun
- 1606, 12 juni: Tadanaga wordt geboren
- 1607, 23 nov: Matsu-hime Tokugawa Masako wordt geboren (trouwt in 1620 met keizer Go-Mizunoo)
- 1623: Iemitsu wordt shogun
- 1626: sterft terwijl Hidetada en Iemitsu in Kioto verblijven
- 1626: Krijgt postuum de hofrang Juichii

## Begrafenis
Nadat Hidetada in 1623 aftrad en zijn zoon hem opvolgde, nam Oeyo een boeddhistische naam aan, Sugen'in (崇源院) of Sogenin. Haar mausoleum is nog te zien te Zojo-ji in Shiba, een buurt van Tokio.

## Populaire cultuur
Nippon Hoso Kyokai heeft aangekondigd dat haar serie Taiga drama in 2011 Go: Himetachi no Sengoku zal heten en gebaseerd zal zijn op het leven van Oeyo.